# Condado de Decatur (Tennessee)
O Condado de Decatur é um dos 95 condados do Estado americano do Tennessee. A sede do condado é Decaturville, e sua maior cidade é Parsons. O condado possui uma área de 893 km² (dos quais 29 km² estão cobertos por água), uma população de 11 731 habitantes, e uma densidade populacional de 14 hab/km² (segundo o censo nacional de 2000). O condado foi fundado em 1845.